# Igreja de Nossa Senhora d'Ajuda (Porto Seguro)
A Igreja de Nossa Senhora d'Ajuda (também conhecida como Igreja Nossa Senhora d'Ajuda e Igreja Matriz Nossa Senhora d'Ajuda) é um templo católico localizado no distrito do Arraial d'Ajuda, em Porto Seguro, Bahia. Erigida em 1549, é considerado o primeiro santuário mariano do Brasil. A igreja é tombada pelo Instituto do Patrimônio Histórico e Artístico Nacional (IPHAN) desde 1968, sob o processo 800-T-68, que também tomba outros monumentos e áreas históricas e de relevância cultural do município de Porto Seguro.

## História
Em 1549 foi erguida uma ermida pelos padres jesuítas Vicente Rodrigues e Francisco Pires, encarregados da administração do lugar pelo padre Manuel da Nóbrega. O padre Vicente Rodrigues, em correspondência, relata que ele e o padre Francisco Pires foram presenteados por Deus com uma fonte de água fresca no meio da terra. Esta fonte ficou conhecida como Fonte da Senhora e já da fundação da ermida diversos milagres foram atribuídos às suas águas. Outra versão, escrita pelo padre Antonio Pires, diz que ao cortar uma árvore sob o altar, levantou-se a terra e o homem que a cortava foi arremessado, sem se ferir, e que do lugar onde ficava a árvore, nasceu a fonte e que do início já operava milagres.

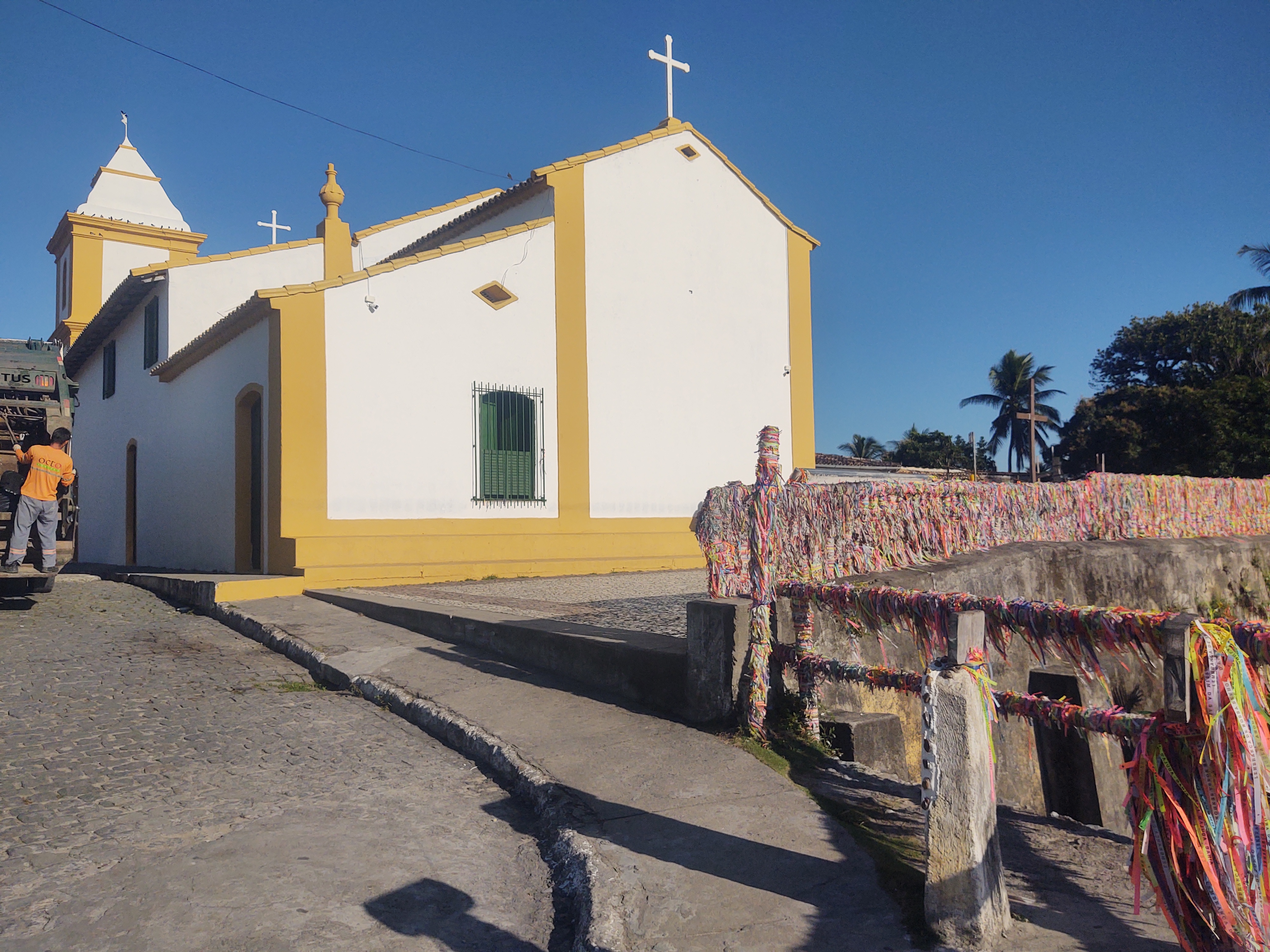
Fundos da igreja, onde se localiza o Mirante de Fitinhas

| “                     | Aqui há uma casa da Companhia da invocação de Nossa Senhora da Ajuda de muito boa ajuda e de grande devoção. Ali se reúnem aos sábados os habitantes de duas ou trê s vilas, entre os quais demora a dita igreja [...]. Tem esta igreja um belo altar da saudação de Nossa Senhora, e uma bela fonte, muito amada de Nosso Padre Manuel da Nóbrega. Quando se edificava a casa, esta fonte se abriu (ao que parece) milagrosamente, porque estando um homem sobre uma árvore a cortála, levantouse a terra com ela, e arrebatou o homem sem que o menor perigo lhe viesse, e assim brotou no lugar onde foi a árvore uma fonte, bebendo da qual vários enfermos saram, e todos sem mais se curaram. Se isto houvesse acontecido em outro lugar, tornava se o objeto de grande devoção, qual outra Guadalupe | ” |
| — Padre Antônio Pires | |   |

O retábulo da igreja já serviu de refúgio quando o povoado, situado em um descampado, esteve em cerco a beira de um ataque em 1555. Nesta ocasião, é dito que uma imagem de Nossa Senhora foi enterrada e acabou por consagrar a terra da região.
Em 1772, a igreja foi reedificada em pedra e cal, em estilo barroco, por obra do Ouvidor José Xavier Machado Monteiro. Nesta ocasião também foi construída a torre sinaleira do lado direito, com acabamento piramidal. O frontispício apresenta volutas com medalhão central de Nossa Senhora da Ajuda e portada em arenito com a porta em madeira com folhas almofadadas.

## Tombamento

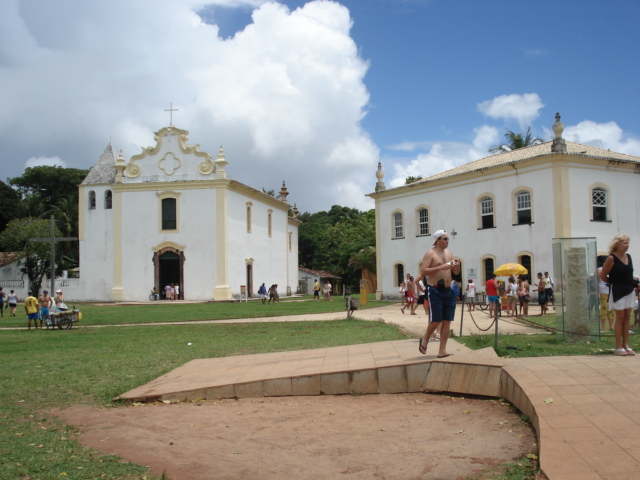
A Cidade Alta de Porto Seguro: a Igreja Matriz Nossa Senhora da Pena à esquerda e o Marco do Descobrimento e a antiga cadeia à direita

A igreja é tombada pelo Instituto do Patrimônio Histórico e Artístico Nacional (IPHAN) desde 1968, sob o processo 800-T-68, intitulado Conjunto Arquitetônico e Paisagístico da Cidade Alta de Porto Seguro, que engloba o Marco do Descobrimento, o Paço Municipal, as Ruínas do Fortim (incluindo duas peças de artilharia presentes ali e o canhão que jaz perto da praia), as ruínas da Igreja de São Francisco de Assis do Outeiro da Glória, Igreja Matriz Nossa Senhora da Pena, Igreja Nossa Senhora da Misericórdia e o cemitério anexo.